# Medie
Cuvântul medie (substantiv feminin: o medie, două medii) înseamnă de obicei media aritmetică a două numere. Pe lângă media aritmetică a două sau mai multe numere, în matematică se mai definesc și alte genuri de medii.
Utilizat ca adjectiv (masc.=mediu, fem.=medie, pl.=medii) cuvântul înseamnă "mijlociu" (ca mărime, valoare sau poziție).
A nu se confunda cu "mediile de mase" numite și mass-media, și nici cu Mediu (dezambiguizare).